# اشرف آباد (مقاطعة دلفان)
اشرف‌آباد (بالفارسية: اشرف‌آباد) هي قرية تقع في قسم نورعلي الريفي بمقاطعة دلفان في إيران. يقدر عدد سكانها بـ 282 نسمة .